# Leichtathletik-Länderkämpfe mit deutscher Beteiligung 1992
| Leichtathletik-Länderkämpfe mit deutscher Beteiligung 1992                                           | Leichtathletik-Länderkämpfe mit deutscher Beteiligung 1992 | Leichtathletik-Länderkämpfe mit deutscher Beteiligung 1992 | Leichtathletik-Länderkämpfe mit deutscher Beteiligung 1992 |
| --- | ---------------------------------------------------------- | ---------------------------------------------------------- | ---------------------------------------------------------- |
| |                                                            |                                                            |                                                            |
| 1. Länderkampf 1992, Geher (Männer/Frauen): ESP – GER – AUS – FRA – GBR – ITA – SWE                  |                                                            |                                                            |                                                            |
| A Coruña 6. Juni 1992                                                                                | A Coruña 6. Juni 1992                                      | 1. ITA 2. ESP 3. FRA 4. SWE 5. GER 6. GBR 7. AUS           | 149 P 136 P 110 P 83 P 81 P 79 P 46 P                      |
| 2. Länderkampf 1992 Männer/Frauen: GER – GUS                                                         |                                                            |                                                            |                                                            |
| Leverkusen 6. Juni Duisburg 7. Juni                                                                  | Leverkusen 6. Juni Duisburg 7. Juni                        | 1. GER 2. GUS                                              | 187 P 168 P                                                |
| 00Teilwertung Männer                                                                                 | 00Teilwertung Männer                                       | 1. GER 2. GUS                                              | 106 P 92 P                                                 |
| 00Teilwertung Frauen                                                                                 | 00Teilwertung Frauen                                       | 1. GER 2. GUS                                              | 81 P 75 P                                                  |
| 3. Länderkampf 1992, U22 (Männer/Frauen): GER – GUS – GBR                                            |                                                            |                                                            |                                                            |
| Ulm 4. Juli 1992                                                                                     | Ulm 4. Juli 1992                                           | 1. GUS 2. GER 3. GBR                                       | 279,0 P 238,5 P 219,5 P                                    |
| 00Teilwertung U22-Männer                                                                             | 00Teilwertung U22-Männer                                   | 1. GUS 2. GBR 3. GER                                       | 148,0 P 134,0 P 113,0 P                                    |
| 00Teilwertung U22-Frauen                                                                             | 00Teilwertung U22-Frauen                                   | 1. GUS 2. GER 3. GBR                                       | 131,0 P 115,5 P 85,5 P                                     |
| 4. Länderkampf 1992, Mehrkampf 00(Männer/Frauen/U21-Junioren/U21-Juniorinnen): GER – FRA – RUS – SUI |                                                            |                                                            |                                                            |
| St. Gallen-Balgach 25./26. Juli 1992                                                                 | St. Gallen-Balgach 25./26. Juli 1992                       | 1. GER 2. RUS 3. FRA 4. SUI                                | 67.740 P 66.130 P 63.190 P 60.130 P                        |
| 00Teilwertung Männer/ 00000000U-21Junioren                                                           | 00Teilwertung Männer/ 00000000U-21Junioren                 | 1. GER 2. RUS 3. FRA 4. SUI                                | 38.147 P 37.272 P 36.691 P 34.807 P                        |
| 00Teilwertung Frauen/ 00000000U-21Juniorinnen                                                        | 00Teilwertung Frauen/ 00000000U-21Juniorinnen              | 1. GER 2. RUS 3. FRA 4. SUI                                | 29.593 P 28.857 P 26.499 P 25.323 P                        |
| Chronik                                                                                              |                                                            |                                                            |                                                            |
| ← Länderkämpfe 1991                                                                                  | ← Länderkämpfe 1991                                        | Länderkämpfe 1993 →                                        | Länderkämpfe 1993 →                                        |

Im Jahr 1992 wurden vier Leichtathletikländerkämpfe mit deutscher Beteiligung in vier Veranstaltungen ausgetragen. Das waren nur noch halb so viele Vergleiche wie im Vorjahr. Eine Besonderheit, die es 1990 zum ersten Mal gegeben hatte, wurde in der 1992er Saison noch erweitert. Ausnahmslos alle Veranstaltungen wurden mit einer Gesamtwertung der Wettkämpfe für Frauen und Männer ausgetragen. Nach gewohnter Art der Zählung aus den Jahren bis einschließlich 1989 mit jeweils getrennter Wertung für Frauen und Männer wären vier zusätzliche Länderkämpfe – also insgesamt acht Vergleiche – zustande gekommen. Auch so wären das vier Begegnungen weniger gewesen als im Vorjahr. Die größte Anzahl von 27 Begegnungen hatte es 1974 gegeben.
Nicht berücksichtigt sind Veranstaltungen wie der sogenannte „Lugano-Cup“, ein Weltcup der Geher unter dem Dach des Weltleichtathletikverbands (früher: IAAF), der ab 1965 unter Regie des Europäischen Leichtathletikverbands durchgeführte Leichtathletik-Europacup sowie ähnliche Events. Hier handelt es sich um Veranstaltungen, die als eigene Wettbewerbe ähnlich wie auch der Leichtathletik-Continentalcup (ab 1992) und der Geher-Europacup (ab 1996) außerhalb der üblichen Länderkämpfe durchgeführt wurden.

## Entwicklung des Länderkampfwesens
Die Zahl der Länderkämpfe sank 1992 noch einmal erheblich ab. Es gab nur noch vier Veranstaltungen. In diesen Vergleichen wurde eine gemeinsame Wertung für Männer und Frauen vorgenommen. Im Vergleich zum Vorjahr, in dem die Zahl sich bereits deutlich nach unten entwickelt hatte, halbierte sich die Zahl nun noch einmal. Zwei Begegnungen waren zudem für Nachwuchsathleten reserviert. Nach alter Zählung mit getrennten Wertungen für Männer und Frauen wären 1992 acht Länderkämpfe zustande gekommen – die Höchstzahl aus dem Jahr 1974 betrug 27. Im Zuge der Konkurrenz durch andere Events wie Welt- und Europameisterschaften, Olympische Spiele, Golden bzw. Diamond League verloren Länderkämpfe immer weiter an Bedeutung.
In dieser Saison wurden die Wettbewerbsbereiche mit dem allgemeinen leichtathletischen Programm (2 Vergleiche) Mehrkampf (1) und Gehen (1) ausgetragen. Nicht auf dem Programm standen Straßenläufe, spezielle Angebote für Werfer, Springer oder Läufer.

## Saisonhöhepunkt
In diesem Jahr standen eindeutig die Olympischen Spiele von Barcelona im Saisonmittelpunkt. Die Leichtathletikwettbewerbe dort wurden vom 31. Juli bis 9. August ausgetragen. Die deutsche Mannschaft belegte im Medaillenspiegel den dritten Platz (4 mal Gold / 1 × Silber / 5 × Bronze). Das war im Vergleich zu früheren Spielen ein an sich guter Wert. Allerdings gehörten seit einem Jahr auch die in der Vergangenheit überaus erfolgreichen Athleten der ehemaligen DDR zum deutschen Team. Sie hatten bei den vorangegangenen Spielen von Seoul alleine sechs Goldmedaillen und weitere 21 Medaillen auf ihr Konto gebracht. Angesichts der insgesamt zehn deutschen Medaillen von Barcelona war der eigentlich zu erwartende Effekt einer Erfolgssteigerung der gesamtdeutschen Mannschaft schon fast verpufft.
Außerdem gab es 1992 auch wieder einen Weltcup, der für Frauen und Männer gemeinsam vom 25. bis zum 27. September in der kubanischen Hauptstadt Havanna ausgetragen wurde. Eine deutsche Männermannschaft war nicht dabei, für das Team Europa starteten mit Steffen Bringmann, Rico Lieder und Jens Carlowitz drei deutsche Teilnehmer, die in den beiden Staffeln eingesetzt waren. Zum ersten Mal gewann Afrika diesen Wettbewerb vor Großbritannien, Amerika und Europa. Die USA wurden Fünfte vor dem Vereinten Team der Gemeinschaft Unabhängiger Staaten. Die deutschen Frauen starteten mit einer eigenen Vertretung und belegten hinter dem Vereinten Team, Europa, Amerika und den USA Rang fünf.

## Bilanz
In der Saison 1992 gab es für die deutschen Leichtathleten in ihren vier Länderkämpfen zwei Siege und zwei Niederlagen. Die Niederlagen mussten die deutschen Leichtathleten in folgenden Wettkämpfen hinnehmen:
- Geher-Vergleich gegen Spanien, Australien, Frankreich, Großbritannien, Italien und Schweden am 6. Juni in A Coruña (Platz fünf hinter Italien, Spanien, Frankreich und Schweden)
- U22-Vergleich gegen die Gemeinschaft Unabhängiger Staaten, und Großbritannien am 4. Juli in Ulm (Platz zwei hinter der Gemeinschaft Unabhängiger Staaten)

Die Siege resultierten aus folgenden Begegnungen
- Mehrkampf-Vergleich mit dem allgemeinen leichtathletischen Programm gegen die Gemeinschaft Unabhängiger Staaten am 6. Juni in Leverkusen und 7. Juni in Duisburg
- Mehrkampf-Vergleich gegen Frankreich, Russland und die Schweiz am 25./26. Juli in St. Gallen-Balgach.

Die Saisonbilanz war damit ausgeglichen. Am Ende des Jahres hatte die deutsche Mannschaft in Begegnungen mit gemeinsamer Wertung für beide Geschlechter in ihren nun zwölf Vergleichen sechs Siege und sechs Niederlagen erlitten.
Die Bilanz der deutschen Männermannschaft blieb weiter bestehen wie zuvor. In ihren insgesamt 449 Vergleichen hatte es für die Männer 311 Siege, vier Unentschieden und 134 Niederlagen gegeben.
Die deutschen Frauen hatten seit 1928 in weiterhin 222 Aufeinandertreffen insgesamt 130 Siege errungen, vier Unentschieden erzielt und 88 Niederlagen hinnehmen müssen.
In der Gesamtsumme aller ihrer Länderkämpfe seit 1921 hatten die deutschen Leichtathleten von 683 Vergleichen 447 gewonnen, 228 verloren und acht Unentschieden erzielt. 74 der Niederlagen stammten dabei aus 41 zweiten Plätzen, 21 dritten, sechs vierten, drei fünften Rängen, einem sechsten und einem siebten Platz sowie einer Platzierung ohne Wertung hinter vier Gegnerteams in Begegnungen mit mehr als zwei Nationen.

## Verschiedene Formen von Länderkämpfen
Die unterschiedlichen Arten von Länderkämpfen, die bisher stattgefunden hatten, lassen sich wie folgt einteilen:
- Vergleiche mit einer Mischung von Disziplinen aus dem allgemeinen leichtathletischen Programm
Das war die klassische Form von Ländervergleichen. Jede Nation war in der Regel mit zwei Athleten je Disziplin vertreten. Bei den Männern waren hier zwanzig Wettbewerbe je Länderkampf zum Standard geworden. Allerdings wurden die beiden Langstrecken über 5000 und 10.000 Meter inzwischen verkürzt als Rennen über 3000 und 5000 Meter durchgeführt. Aus dem olympischen Wettbewerbskatalog fehlten demnach in der Regel nur der 10.000-Meter-Lauf, der Marathonlauf, die beiden Gehwettbewerbe und der Zehnkampf.
Der Länderkampfdisziplinkatalog bei den Frauen hatte bis 1968 standardmäßig aus elf Disziplinen bestanden und war mit den damals bei Olympischen Spielen angebotenen Frauenwettbewerben identisch. Von 1969 an gab es hier Veränderungen: Mit dem 1500-Meter-Lauf sowie der 4-mal-400-Meter-Staffel wurden zwei neue Wettbewerbe, die bei den Europameisterschaften 1969 in das Programm aufgenommen worden waren, mit in den Katalog der Frauenländerkämpfe integriert. Damit erhöhte sich die Zahl der Disziplinen auf dreizehn. Neu hinzu kamen nun immer häufiger auch Rennen über 3000 Meter und 400 Meter Hürden, zwei Laufdiszipziplinen, die im 1984 olympisch geworden waren. In Angleichung an das Männerprogramm wurde der 3000-Meter-Lauf 1996 durch den 5000-Meter-Lauf abgelöst.
In seltenen Fällen gab es in Länderkämpfen sowohl bei den Frauen als auch bei den Männern Abweichungen vom Standard in Form von Hinzunahme oder Weglassen einzelner Disziplinen. Diese Länderkampfform, die für eine lange Zeit Kern von Leichtathletikländerkämpfen war, wurde immer weniger praktiziert und wurde mehr und mehr fast zur Ausnahme. Sie besaß angesichts der Konkurrenz bedeutender anderer Events nicht mehr die Attraktivität früherer Jahre.
- Vergleiche in Teildisziplinen der Leichtathletik:
  - Vergleiche im Mehrkampf – bei den Frauen im Siebenkampf, bei den Männern im Zehnkampf
Die Zahl der Vertreter je Land war dabei nicht standardisiert. In der Regel wurden von den gestarteten Teilnehmern nicht alle gewertet. Bei vier Vertretern je Disziplin beispielsweise wurden meist die drei Besten gewertet.
  - Vergleiche der Geher
Diese Begegnungen fanden bei den Männern meist in Form von Straßengehen statt. Es kamen zwei Disziplinen zur Austragung, ein Wettkampf über 20 Kilometer und ein Wettkampf über eine längere Distanz, die manchmal über 35 und manchmal über 50 Kilometer führte. Der Trend ging hier jedoch eindeutig zur Distanz von 35 Kilometern.
1976 kam das Gehen auch für die Frauen ins Länderkampfprogramm. Ausgetragen wurde dabei anfangs ein Wettbewerb über 5000 Meter, 1976 auf der Straße, später wechselweise auf der Bahn oder auf der Straße. Es gab dann auch Wettbewerbe über eine Streckenlänge von zehn Kilometern. Das Gehen für Frauen hatte inzwischen Fuß gefasst in der Leichtathletik. Bei Olympischen Spielen gab es 1992 in Barcelona zum ersten Mal einen Geher-Frauenwettbewerb, bei Europameisterschaften war das schon in 1986 in Stuttgart zum ersten Mal der Fall.
Bezüglich der Teilnehmerzahl je Land und Wettbewerb wurde verfahren wie in den Mehrkämpfen.
  - Vergleiche im Straßenlauf
Bis einschließlich 1980 wurde ein Rennen über dreißig Kilometer ausgetragen. 1981 war die Streckenlänge auf 25 Kilometer gekürzt worden, 1982 fand das Rennen noch einmal über dreißig Kilometer statt. Auch hier wurde bezüglich der Teilnehmerzahl je Land verfahren wie in den Mehrkämpfen. Ab 1982 trugen auch die Frauen Straßenlauf-Länderkämpe über 25 Kilometer aus und die Männern starteten nach 1982 in der Regel nun ebenfalls über diese etwas kürzere Distanz. Für die Frauen wurde die Streckenlänge 1992 auf fünfzehn Kilometer verkürzt.
Vereinzelt hatte es hier auch Länderkämpfe im Halbmarathon und über die Marathon-Distanz gegeben. In der Saison 1992 gab es keinen Straßenlaufvergleich.
  - Vergleiche im Bereich Lauf
Diese Art von Länderkämpfen war 1984 zum ersten Mal durchgeführt worden. Danach gab es erst in den beiden vorangegangenen Jahren wieder reine Läufervergleiche. 1992 wurden keine solche Begegnung ausgetragen.
  - Vergleiche im Crosslauf
Diese Länderkampfform wurde in der Saison 1985 zum ersten und einzigen Mal ausgetragen. Die Streckenlängen waren bei bis zu 9000 Metern für Frauen und Männer unterschiedlich. Bezüglich der Teilnehmerzahl je Land wurde verfahren wie in den Mehrkämpfen. 1986 und 1992 fanden keine Crosslauf-Länderkämpfe statt.
  - Vergleiche in den Disziplinen Sprung und/oder Wurf/Stoß
Diese Länderkampfform wurde in diesem Jahr nicht ausgetragen.

## Austragungsform und Wertungsmodus
In der Vergangenheit wurden Länderkämpfe mit dem allgemeinen leichtathletischen Programm in der Regel mit zwei Vertretern pro Land und Disziplin durchgeführt. In einigen Vergleichen wurden wie schon in den Jahren zuvor drei Teilnehmer je Land und Wettbewerb eingesetzt. Die Regeln zur Punktevergabe wurden dabei durchgängig so angewendet, dass der Letztplatzierte einen Punkt erhielt, die weiteren Athleten in den Platzierungen jeweils aufwärts bis hin zu Rang zwei einen Punkt mehr. Der Erstplatzierte bekam zwei Punkte mehr gutgeschrieben als der Athlet auf Platz zwei. Für Länderkämpfe mit zwei Vertretern je Land und Disziplin bedeutete das: Platz 1: 5 P, Pl. 2: 3 P, Pl. 3: 2 P, Pl. 4: 1 P. Bei drei Vertretern je Land und Disziplin ergab sich folgende Punktevergabe: Platz 1: 7 P, Pl. 2: 5 P, Pl. 3: 4 P, Pl. 4: 3 P, Pl. 5: 2 P, Pl. 6: 1 P. Für die Staffeln gab es durchgängig fünf zu zwei Punkte.
Die Regeln zur Punktevergabe wurden ohne Ausnahme nach diesem standardisierten Wertungssystem angewendet. In weiteren Begegnungen mussten aufgrund anderer Rahmenbedingungen – mehr als zwei Teilnehmer je Nation in der Wertung oder mehr als ein Gegnerland – andere Regeln zur Punktevergabe zur Anwendung kommen. In den Mehrkämpfen wurden die Begegnungen entweder wie in anderen Begegnungen über die Platzierungen oder die Addition der im Wettkampf erzielten Punkte gewertet. Ähnlich wurde in den Straßenlauf-Länderkämpfen verfahren. Dort wurde entweder über die Platzierungen oder über die Addition der erzielten Zeiten gewertet.

## Geher-Länderkampf der Männer und Frauen gegen Spanien, Italien, Australien, Frankreich, Großbritannien, Italien und Schweden
Der erste Länderkampf bestand in einem Aufeinandertreffen der Geherinnen und Geher unter den sieben Ländern Schweden, Deutschland, Australien, Frankreich, Großbritannien, Italien und Spanien. Schon 1990 (damals noch mit den beiden deutschen Teams aus der DDR und der Bundesrepublik) sowie 1991 hatte es Gehervergleiche dieser Länder gegeben. 1990 hatte die DDR vorne gelegen, die Bundesrepublik war Fünfter geworden. 1991 hatten die deutschen Geher gesiegt. Im Jahr 1992 war die spanische Stadt A Coruña am 6. Juni Austragungsort. Die gemeinsame Wertung für Männer und Frauen gewann Italien mit 149 Punkten vor Gastgeber Spanien mit 136 Punkten Frankreich (110 Punkte) wurde Dritter vor Schweden (83 Punkte). Die im Vorjahr noch siegreichen deutschen Geher mussten sich bei 81 Punkten mit Rang fünf zufriedengeben. Dahinter belegten Großbritannien (79 Punkte) und Australien (46 Punkte) die Plätze sechs und sieben.

## Leichtathletik-Länderkampf der Männer und Frauen gegen die Gemeinschaft Unabhängiger Staaten
Im Länderkampf Nummer zwei traten die deutschen Leichtathleten gegen die nach dem Zerfall der Sowjetunion neu gebildete Gemeinschaft Unabhängiger Staaten an. Das Aufeinandertreffen fand in gemeinsamer Wertung für beide Geschlechter am 6. Juni in Leverkusen und 7. Juni in Duisburg statt.
Die Männer hatten bis dahin neun Länderkämpfe mit der früheren Sowjetunion ausgetragen. Außer der ersten Begegnung 1958 in Augsburg hatte die UdSSR alle weiteren Vergleiche in den Länderkämpfen mit dem allgemeinen Leichtathletikprogramm für sich entschieden. Die Bilanz der deutschen Frauen gegen diese Gegnerinnen in den ebenfalls neun bisherigen Aufeinandertreffen lautete zwei zu sieben.
Beide Teilwertungen gingen hier in Leverkusen und Duisburg an Deutschland, bei den Männern mit 106 zu 92 Punkten, bei den Frauen mit 81 zu 75 Punkten.
Den Länderkampf gewann damit Deutschland mit 187 Punkten. Die Gemeinschaft Unabhängiger Staaten kam als Zweiter auf 168 Punkte. Hier muss angemerkt werden, dass die aus der Quelle übernommenen Zahlen bei den Punkten für die Gemeinschaft Unabhängiger Staaten einen kleinen Rechenfehler enthalten, denn die Summe aus den angegebenen Punkten für die beiden Teilbereiche ergibt 167 und nicht 168. Für den Ausgang des Länderkampfs ist das allerdings unerheblich.

## U22-Leichtathletik-Länderkampf der Männer und Frauen gegen die Gemeinschaft Unabhängiger Staaten und Großbritannien
Auch am dritten Saisonvergleich war die Gemeinschaft Unabhängiger Staaten (GUS) wieder beteiligt. Am 4. Juli trafen sich die U22-Leichtathleten aus Deutschland, der GUS und Großbritannien in Ulm zu einem Länderkampf mit dem allgemeinen leichtathletischen Programm. Im Gegensatz zum Aufeinandertreffen der Athleten ohne Altersbeschränkung, in dem Deutschland die Oberhand behalten hatte, erwiesen sich die Nachwuchssportler der GUS als stärker. In beiden Teilbereichen lagen sie vorne – bei den Männern mit 148 Punkten vor Großbritannien (134 Punkte) und Deutschland (113 Punkte), bei den Frauen mit 131,0 Punkten vor Deutschland (115,5 Punkte) und Großbritannien (85,5 Punkte).
Die Gesamtwertung brachte einen Sieg für die Gemeinschaft Unabhängiger Staaten mit 279,0 Punkten. Für Deutschland reichte es mit 238,5 Punkten zu Platz zwei. Großbritannien kam mit 219,5 Punkten auf den dritten Rang.

## Mehrkampf-Länderkampf der Männer/Frauen/U21-Junioren/U21-Juniorinnen gegen Frankreich, Russland und die Schweiz
Den vierten und schon letzten Länderkampf 1992 bestritten die deutschen Mehrkämpfer, die am 25./26. Juli in Balgach, einem Ortsteil der Schweizer Stadt St. Gallen, auf Frankreich, Russland und die Schweiz trafen. Dieser letzte Saisonvergleich fand ebenfalls in gemeinsamer Wertung der Frauen und Männer statt. Dabei traten je Nation mit den Männern, Frauen, U21-Junioren und U21-Juniorinnen insgesamt vier Mannschaften an. Es gab zwei Teilwertungen, eine für die männlichen, die andere für die weiblichen Teams.
Die Teilwertung der beiden Männervertretungen gewann Deutschland mit 38.147 Punkte vor Russland (37.272 Punkte). Frankreich erreichte als Dritter 36.691 Punkte, die Schweiz als Vierter 34.807 Punkte. Auch bei den Frauen und U-21Juniorinnen lag Deutschland mit 29.593 Punkten an der Spitze. Dahinter gab es die identische Reihenfolge wie bei den Männern: Russland Zweiter mit 28.857 Punkten, Frankreich Dritter (26.499 Punkte), Schweiz Vierter (25.323 Punkte).
Im Länderkampf kam der Sieger Deutschland auf 67.740 Punkte. Die Abstände dahinter waren deutlich. Russland wurde mit einem Rückstand von 1610 Punkten Zweiter. Frankreich lag als Dritter weitere 2940 Punkte zurück. Die Schweiz folgte mit weiteren 3060 Punkten Rückstand auf Rang vier.